# 낯선 사람들의 품속으로
낯선 사람들의 품속으로(Into The Arms Of Strangers: Stories Of The Kindertransport)는 영국에서 제작된 마크 조나단 해리스 감독의 2000년 다큐멘터리 영화이다.
니컬러스 윈턴 등의 인터뷰 대상자가 참여했다.

## 출연
- 주디 덴치
- 알렉산더 립

## 제작진
- Line PD: 루 후사로

## 같이 보기
- 반유대주의